# Benjamin Johannes Viljoen
El general Benjamin Johannes Viljoen (Woodhouse, Colonia del Cabo, 7 de septiembre de 1869-La Mesa, Nuevo México, 14 de enero de 1917) fue un militar sudafricano que participó en la Revolución mexicana.
A los 18 años emigró junto con su familia a Transvaal. Fue un célebre soldado sudafricano y uno de los más importantes generales en el Ejército bóer durante las Guerras de los Bóeres, ya que era el segundo general en jefe, solo detrás de Louis Botha. Comandó sus fuerzas al noreste de Transvaal, sus fuerzas montadas dirigieron algunos ataques alrededor de Lydenburg, sin embargo, Viljoen fue luego capturado. Al término de la guerra emigró a Nuevo México, donde se estableció junto con otros excombatientes. Como el pueblo no funcionó, en 1911 Viljoen entró a México y se convirtió en un asistente militar de Francisco I. Madero. En 1912 fue cónsul mexicano en Breslau, entonces parte de Prusia, y del Imperio alemán. Murió de neumonía.

## Krugersdorpse Vrywilligerskorps y el Volksraad
En 1890 se mudó a Johannesburgo y en 1896 fundó el Krugersdorpse Vrywilligerskorps experimentando combate con los Jameson Raiders. En el tema de Uitlander, Viljoen fue un aliado de Paul Kruger. Se le atribuye la famosa frase que en el Volksraad ya era hora de poner la confianza en "Dios y el Mauser".

## El estallido de la guerra
Con el estallido de la Segunda Guerra Anglo-Bóer, primero prestó servicio en la Colonia de Natal. Dirigió el Comando de Johannesburgo, el gran enemigo de los uitlanders y luchó en la batalla de Elandslaagte el 21 de octubre de 1899. Cuando el frente se desintegró, se unió a otros bóeres para detener la marcha británica en Pretoria. Cuando el general británico Ian Standish Monteith Hamilton cruzó el río Vaal el 26 de mayo de 1900, Viljoen y su Comando de Johannesburgo lo confrontaron con De la Rey y el Comando de Lichtenburg.

## Guerra de guerrillas
Con el final de la fase convencional de la guerra, formó un poderoso comando guerrillero formado por hombres de Johannesburgo, Krugersdorp, Boksburg y Transvaal del Norte y del Este. Su éxito lo llevó a alcanzar el alto rango de asistente del comandante general (noviembre de 1900). Las hazañas de Viljoen incluyeron sorprender a una guarnición en Helvetia en el Transvaal Oriental el 29 de diciembre de 1900 y capturar temporalmente a 235 hombres y un arma de 4.7 pulgadas.

## Captura, encarcelamiento y memorias de guerra
Finalmente fue capturado en Lydenburg el 25 de enero de 1902 y permaneció prisionero de guerra hasta mayo de 1902 en el campamento Broadbottom, en Santa Elena. Fue allí donde escribió su autobiografía, Mijne Herinneringen uit den Anglo-Boeren-Oorlog (Mis reminiscencias de la guerra anglo-bóer), una descripción realista de la guerra desde una perspectiva bóer. A diferencia de otros generales bóeres, no era dueño de una propiedad y, por lo tanto, dudó en regresar a Sudáfrica. Regresó a Sudáfrica como indigente, pero se negó a tomar la ciudadanía británica, lo que redujo en gran medida sus posibilidades de reanudar una carrera pública. También se desilusionó y decepcionó con los rumores que decían que había colaborado con los británicos, y sintió que su contribución a la lucha no fue reconocida.

## Colonia bóer en Nuevo México
Ben Viljoen fue uno de los oficiales de refugiados sudafricanos que formaron una colonia agrícola en Nuevo México con la ayuda de Theodore Roosevelt. Dos hombres contratados por el amigo de la familia de Roosevelt, Marshall Latham Bond y el esposo de un pariente de Roosevelt, Edward Reeve Merritt, ayudaron a seleccionar y negociar la propiedad. Estaba ubicado en la Hacienda Humboldt en el municipio de Julimes, Chihuahua.

## Estados Unidos y el circo de guerra bóer
Se fue a Estados Unidos en 1904 junto con el general Piet Cronjé (de la fama de la batalla de Paardeberg) para participar en la Exposición de compras de Luisiana (San Luis, Misuri) y el llamado "Circo de guerra bóer", representaciones de escenas de la Guerra de los Bóeres. Después de abandonar la feria, se estableció en los Estados Unidos. Se divorció de su esposa, Lenie (de soltera Els), que realmente no quería irse de Sudáfrica, cuando las noticias informaron que estaba comprometido con May Belfort. Más tarde se casó con una mujer estadounidense, Myrtle Dickerson. Los intentos de establecer un asentamiento bóer en el norte de México terminaron en fracaso.

## La vida cívica en Nuevo México
Regresó de México a los Estados Unidos y fue instrumental en la organización de colonias bóeres en el condado de Doña Ana en Berino, Chamberino y La Mesa en el territorio de Nuevo México. Se involucró en asuntos cívicos en todo el Valle de Mesilla, y en 1909 se le otorgó la ciudadanía estadounidense. Viljoen se familiarizó con el presidente Theodore Roosevelt y el gobernador de Nuevo México, George Curry. Viljoen fue comisionado como comandante en el primer regimiento territorial de infantería de la Guardia Nacional. En 1911, viajó a Washington D. C., con Curry y Albert Bacon Fall como parte de una delegación que promueve la estadidad para Nuevo México. En abril y mayo de 1911, luchó con el Revolucionario mexicano Francisco Madero en la batalla de Ciudad Juárez.
Viljoen también fue influyente en la agricultura. Introdujo nuevos cultivos y prácticas agrícolas en el Valle de Mesilla. Viljoen estaba interesado en la creación de la presa Elephant Butte y desarrolló sistemas de riego para el valle.
Durante un corto período de tiempo, fue cónsul estadounidense en Alemania, y también actuó como asesor militar de Francisco I. Madero hasta el asesinato de Madero en 1913. Murió en 1917, en su granja en La Mesa y está enterrado en el cementerio masónico de La Mesa, Nuevo México.